# رقصاندن رؤیا
رقصاندن رؤیا (به انگلیسی: Dancing the Dream) کتابی حاوی اشعار و تفکرات مایکل جکسون به قلم خودش است که در ۱۸ ژوئن ۱۹۹۲ منتشر شد. این کتاب دومین کتاب جکسون بوده که در ادامهٔ کتاب قبلی خود با نام مون‌واک نوشت و آن را به مادرش، کاترین تقدیم کرد. مقدمهٔ رقصاندن رویا توسط الیزابت تایلور، بازیگر مشهور سینما نوشته شده‌است.
رقصاندن رویا بیانگر احساسات، تفکرات و دغدغه‌های مایکل جکسون در رابطه با دنیای اطرافش بوده و همچنین حاوی ۱۰۰ عکس از اوست.
این کتاب در ژوئیه سال ۲۰۰۹ یک ماه پس از مرگ ناگهانی مایکل جکسون دوباره منتشر شد.